# Charlotte și Laura Tremble
Charlotte și Laura Tremble (n.  ?) sunt înotători sincron francezi.

## Carieră
Gemenii au descoperit înotul sincronizat la o gală și au început acest sport la vârsta de șase ani în clubul Senlis.
În anul următor au participat la antrenamente cu Virginie Dedieu, de trei ori campioană mondială la această disciplină. La început au refuzat să se alăture Pôle Espoirs of Federation, ceea ce nu i-a împiedicat să câștige Campionatul Franței la vârsta de 14 ani în 2013.
La 15 ani, au integrat în sfârșit INSEP pentru a îmbina educația și formarea intensivă.
În 2016, au obținut o diplomă de master cu distincție și au urmat o diplomă de licență în fizică și chimie la Sorbonne Université. Apoi se alătură universității aerospațiale Institut polytechnique des sciences avancées (campania IPSA 2025). Au fost selectați pentru echipa Franței în 2015 și au participat la Jocurile Europene pentru prima lor competiție de seniori.
La Campionatele Europene din 2018, gemenii au terminat pe locul 7, la doar cinci puncte de podium. În iulie 2019, în timpul Campionatelor Mondiale de la Gwangju, Coreea de Sud, duo-ul s-a clasat pe locul 8 și a primit biletul la Jocurile Olimpice de vară din 2020 amânat pentru 2021 din cauza crizei Covid.
În 2020, au fost al doilea în duo-ul tehnic al Open de France.